# Льюїс Капалді
Льюїс Капалді (нар. 7 жовтня 1996) — шотландський автор пісень, виконавець. Він був номінований на премію «Вибір критиків» на Бріт-премії 2019 року. У березні цього ж року його сингл Someone You Loved очолив офіційний чарт синглів Великої Британії, де він протримався сім тижнів, а в жовтні посів перше місце в американському чарті Billboard Hot 100.
17 травня 2019 року він випустив свій дебютний альбом «Divinely Uninspired to a Hellish Extent», який протягом шести тижнів залишався на вершині чарт синглів Великої Британії.

## Кар'єра

### Початок
Льюїс навчився грати на барабанах та гітарі, коли йому було лише два роки, а свою музичну кар'єру розпочав у 9-річному віці співом у пабах. Коли йому виповнилось 17 він вирішив присвятити життя музиці. Його майбутній менеджер — Раян Уолтер, натрапив на запис Капалді, який той завантажив у SoundCloud. Запис було зроблено виконавцем у власній спальні за допомогою iPhone.
Дебютний запис Льюїса Капалді Bloom EP було випущено 20 жовтня 2017 року. Над цим записом він працював у колаборації з переможцем Греммі у номінації «Найкращий продюсер» Malay, який до того ж тісно співпрацює з Френком Оушеном. Згодом, 31 березня 2017 року, Капалді випускає свій перший трек «Bruises». Пісня швидко набрала близько 28 мільйонів прослуховувань на Spotify по всьому світу. Настільки швидко, що Льюїс став першим виконавцем без діючого контракту з музичною студією, який спромігся досягти 25 мільйонів прослуховувань на платформі. Незабаром після цього він підписав контракт з Capitol Records.

### Визнання та європейський тур (2017—2018)
Наприкінці 2017 року Капалді був обраний Vevo dscvr за номінацією «Artists to Watch 2018». І разом із цим увійшов до списку BBC Music Sound of 2018.
У листопаді 2017 року він підтримав Rag'n'Bone Man у його європейському турне, а також Milky Chance — протягом його північноамериканського туру під назвою Blossom у січні 2018 року. Виконавець встиг привернути до себе багато уваги, такі зірки як Хлоя Грейс Морец, Кайго, Джеймс Бей, Еллі Гулдінг та Найл Горан відзначили його роботу. Згодом Горан, у підтримку свого нового альбому, запропонував Капалді виступати з ним протягом двох днів під час світового турне Flicker у SEC Armadillo SEC у березні 2018 року. У травні 2018 року Капалді було запрошено почесним гостем до Сема Сміта під час його європейського туру The Thrill of It Allде Льюїс виступав на розігріві більше 19 разів. За цим було оголошено четвертий британсько-європейський тур Капалді, але цього разу на майданчиках, що вмішають 2000 глядачів, включаючи дві ночі в бальній залі Барроуленду в Глазго. Білети на обидва концерти в Глазго були розпродані майже миттєво.
13 липня 2018 року Капалді був обраний для виступу в одному з двох актів BBC Radio 1 «список чарт синглів Великої Британії», що, своєю чергою, гарантувало його пісням три додаткові місця в ефірі BBC Radio 1. У серпні 2018 року ірландський інді-рок-гурт Kodaline запросив Capaldi відкрити для них концерт у Белфасті. На додаток до цього, Capaldi був включений як виконавець до цілої низки фестивалів протягом літа 2018 року: Lollapalooza, Bonnaroo, Firefly, Mountain Jam, Osheaga, Reading & Leeds Festival, Rize та TRNSMT.

### Breachта Нагорода Брит (2018)
Другий розширений запис Капалді Breach було випущено 8 листопада 2018 року, до якого увійшли раніше випущені сингли «Tough» та «Grace», а також нові пісні «Someone You Loved» та демозапис «Something Borrowed». Зейн Лоу презентував новинку «Someone You Loved» на радіо Apple Beats 1 в день виходу.
14 листопада 2018 року Капалді виконав кавер на пісню Леді Гаги «Shallow» з фільму Народження зірки в прямому ефірі BBC Radio 1 Live Lounge. На сьогодні Капалді виконав чотири тури, квитки на які було повністю розпродані, а за перші 15 місяців гастролей він спромігся продати 300 000 хедлайн-квитків. Він підтримав групу Бастилія в їхньому турі 2019 року «Still Avoiding Tomorrow».
Капалді був номінований у категорії «Вибір критиків Британської Премії» у 2019 році разом із Махалією Буркмар та переможцем номінації Семом Фендером.

### Divinely Uninspired to a Hellish Extentта Світове визнання (2019)
2019 рік виконавець відкрив своїм проривним синглом «Хтось, кого ти любив», що став хітом в чартах понад 29 країн світу, по всій Європі, Азії та Австралії. Пісня очолювала списки чартів британської діаграми синглів понад сім тижнів. Згодом у травні світ побачив його дебютний альбом Divinely Uninspired to a Hellish Extent, альбом, що за останні 5 років був найбільш продаваним у Великій Британії, при цьому провівши п'ять тижнів під номером один у перші шість тижнів з моменту виходу. Альбом також здобув статус золотого у Великій Британії лише через два тижні з моменту випуску.
До рекордів Капалді можна віднести той факт, що він став першим виконавцем у світовій історії, який оголосив і розпродав тур на арені до виходу власне дебютного альбому. Квитки з моменту надходження до продажу були розпродані за одну секунду, більше чверті мільйона людей чекають виконавця на головних шоу в березні 2020 року.
Наприкінці жовтня 2019 року «Someone You Loved» злетів до першої сходинки у чарті Hotboard 100 на Billboard, що зробило його першим шотландським сольним артистом, який очолив американські хіт-паради після Шини Істон у 1981 році. 30 жовтня Льюїса Капалді було оголошено виконавцем, що відкриє тур Найла Хорана «Nice to Meet Ya Tour», який повинен розпочатися у 2020 році.

## Особисте життя
Капалді — шотландського та італійського походження. Його двоюрідний брат по лінії батька, Пітер Капалді, знімався в головній ролі в серіалі «Доктор Хто». Він також з'явився у відеокліпі до пісні Someone You Loved і був головним співаком та гітаристом у панк-рок-групі під назвою Dreamboys. До цього можна додати і той факт, що Пітер далекий родич уродженця Бархеда — фізика-ядерщика Джозефа Капалді. Сам же Льюїс відомий своєю присутністю у соціальних медіа, особливо жартівливими відео.

## Дискографія
- Divinely Uninspired to a Hellish Extent (2019)

## Нагороди та номінації
| Рік  | Організація                       | Категорія/Нагорода                   | Робота                                  | Результат |
| ---- | --------------------------------- | ------------------------------------ | --------------------------------------- | --------- |
| 2017 | Scottish Alternative Music Awards | Best Acoustic Act                    | Himself                                 | Won       |
| 2017 | Scottish Music Awards             | Best Breakthrough Artist Award       | Himself                                 | Won       |
| 2018 | BBC                               | Sound of 2018                        | Himself                                 | Included  |
| 2018 | Great Scot Awards                 | Breakthrough                         | Himself                                 | Won       |
| 2018 | Forth Awards                      | Rising Star Award                    | Himself                                 | Won       |
| 2019 | Brit Awards                       | Critics' Choice Award                | Himself                                 | Nominated |
| 2019 | MTV                               | Brand New for 2019                   | Himself                                 | Won       |
| 2019 | Q Awards                          | Best Track                           | «Someone You Loved»                     | Won       |
| 2019 | BreakTudo Awards                  | International New Artist             | Himself                                 | Nominated |
| 2019 | NRJ Music Awards                  | International Song Of The Year       | «Someone You Loved»                     | Nominated |
| 2019 | NRJ Music Awards                  | International Revelation Of The Year | Himself                                 | Nominated |
| 2019 | BBC Teen Awards                   | Best British Singer                  | «Someone You Loved»                     | Won       |
| 2019 | BBC Teen Awards                   | Best Single                          | Himself                                 | Won       |
| 2020 | Grammy Award                      | Song of the Year                     | «Someone You Loved»                     | Pending   |
| 2020 | iHeartRadio Music Awards          | Best Lyrics                          | Himself                                 | Pending   |
| 2020 | iHeartRadio Music Awards          | Best New Pop Artist                  | Himself                                 | Pending   |
| 2020 | Brit Awards                       | Male Solo Artist                     | Himself                                 | Pending   |
| 2020 | Brit Awards                       | Best New Artist                      | Himself                                 | Pending   |
| 2020 | Brit Awards                       | Song of the Year                     | «Someone You Loved»                     | Pending   |
| 2020 | Brit Awards                       | Album of the Year                    | Divinely Uninspired to a Hellish Extent | Pending   |

## Тури
| Хедлайнер - Bloom UK Tour (2017) - Divinely Uninspired to a Hellish Extent Tour (2019—2020) | Гість - Sam Smith — 2018 - Niall Horan — 2018 - Bastille — 2019 |